# Vilém Kurz mladší
Vilém Viktor Kurz (23. prosince 1872 Německý Brod – 25. května 1945 Praha) byl český klavírní virtuos a pedagog, profesor mistrovské školy státní konzervatoře v Praze.

## Život

### Mládí (1872–1898)

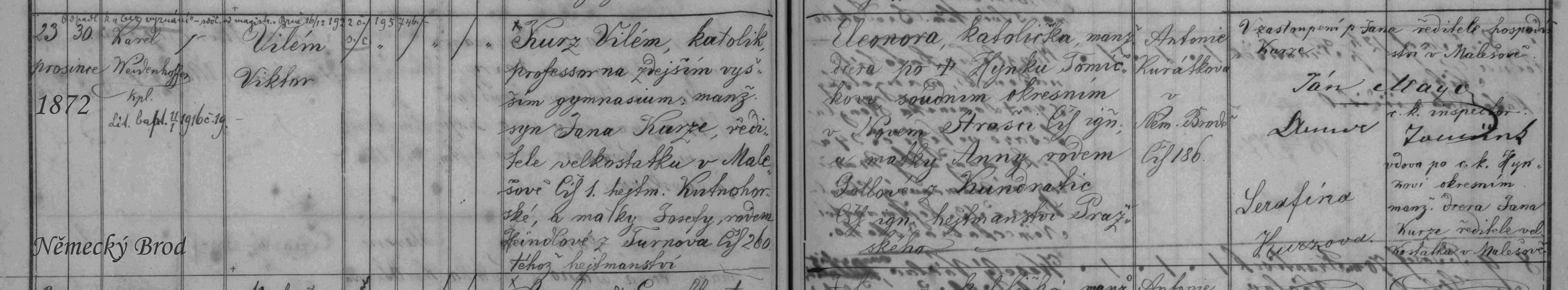
matriční zápis o narození Viléma Kurze (matrika N 1867-1882 farnost Havlíckuv Brod (SOA Zámrsk))

Narodil se 23. prosince 1872 v Německém Brodě, jako nejstarší syn spisovatele, politika a vědce dr. Viléma Kurze. Začátkům hudby se přiučil u paní Štěpinové v Kutné Hoře. Když byl jeho otec přeložen do Prahy, pokračoval zde v Högerově klavírním ústavu. Ve třinácti letech se definitivně rozhodl pro hudební dráhu, stal se žákem klavírního pedagoga J. Holfelda, hlubší teoretické vzdělání získal na varhanické škole pod vedením F. Z. Skuherského. Bral i soukromé hodiny u K. Knittla. Na veřejnosti vystupoval od roku 1891, byl interpretem jak klasické, tak moderní klavírní literatury. Jeho hra získala uznání na koncertních cestách doma i v zahraničí a v berlínském zápase o Rubinsteinovu cenu v roce 1895 mu dopomohla k úspěchu zvláště pro výborné tlumočení skladeb Bachových. Spolu s Bohuslavem Lhotským a Bedřichem Váškou založil České trio.

### Profesorem konzervatoře ve Lvově (1898–1919)
V roce 1898 byl Kurz jmenován profesorem na konzervatoři ve Lvově. Poté počala v jeho působení nabývat převahy činnost pedagogická, ačkoliv i v Polsku ještě Kurz také koncertoval. Na lvovské konservatoři se stal inspektorem celého klavírního oddělení a založil tu zvláštní kurzy klavírní hry i pedagogiky. Učitelské úspěchy mu záhy získaly věhlas a množství žáků z Polska i z Ruska. V roce 1899 se oženil s Rosálií Höhmovou a 19. listopadu 1899 se mu narodila dcera Ilona, pozdější klavírní virtuózka.
Při evakuaci Lvova během první světové války 1914 byla lvovská konzervatoř přenesena do Vídně, kde Vilém Kurz rovněž nějakou dobu vyučoval. Návrat byl možný až v roce 1916. Ukrajinská revoluce, která vypukla na podzim roku 1918 a trvala až do jara následujícího roku, poměry ve Lvově zcela rozvrátila. Po celou dobu zuřila ve městě občanská válka, Lvov byl obležen a několikrát dobýván. 19. března 1919 byl dům Kurzových zasažen dělostřeleckým granátem, který však nevybuchl.

### Profesorem mistrovské školy pražské konzervatoře (1919–1945)
V srpnu 1919 proto Kurzova rodina ze Lvova odešla, nejdříve do Vídně, a pak, když byl Kurz jmenován, podobně jako Leoš Janáček, profesorem vyšší hry na pražské mistrovské škole se služebním přidělením do Brna, se s rodinou přestěhoval do Brna, kde nabyl již vůdčího hudebního místa svojí vzkvétající školou, vlastními koncertními výkony a výchovnými přednáškami. Zahájil zde také svoji činnost spisovatelskou. V Brně se mu 28. května 1925 narodil vnuk Pavel. Teprve od října 1928 přešel Kurz na mistrovskou školu do Prahy. Jeho pianistická metoda vychází ze vzoru T. Leschetitzkého, ač Kurz nebyl jeho přímým žákem, zahrnuje však i ostatní moderní soustavy hry klavír. Velmi plodně zasahoval do klavírní výchovy svými technickými a přednesovými revizemi předních klavírních děl domácí i cizí literatury, jimiž se zvláště v poslední době obíral. Je pochován na vyšehradském hřbitově v Praze.

## Publikace
- Elementární etudy, Editio Bärenreiter Praha, Praha, 2000
- Sonatiny a ronda, Editio Bärenreiter Praha, Praha, 2000
- Technické základy klavírní hry, Praha 1924, Praha 1966, IX. vydání
- O klavírních metodách starších i novějších, Brno 1922
- Postup při vyučování hře na klavír, Brno 1921. II. vydání 1930 přepracovala Růžena Kurzová

## Žáci
Z jeho žáků se stali profesory AMU:
- dcera Ilona Štěpánová-Kurzová
- Pavel Štěpán
- František Maxian
- Zdeněk Jílek

Dalšími jeho známými žáky byli zejména Rudolf Firkušný, Ilja Hurník, Viktorie Švihlíková, Bohdan Gsellhofer, Vilém Vaňura, L. Svobodová, A. Grünfeldová, A. Sarauer a jiní.
Ze zahraničních Marya Andrzejowska, V. Barvińśkyj, Helena Bilińska, Marya Derynžanka, Amalia Fischówna, Stefania Fischówna, Irena Gortzovna, E. Horodyski, Judyta Horowitzóvna, Berta Hutteróvna, Marya Koblaňska, Marya Kowalska, Józefa Kretowiczovna, Zofia Kurkiewiczówna, Kamila Kwapińska, Helena Lisická, Rudolf Macudzinski, Zuzanna Mendówna, Róža Menkesóvna, Marya Michalska, Jadwiga Nowosielecka, Marya Radnicka, Artur Rodziński, Mieczyslaw Romański, Adela Rotterówna, Zofia Scheffnerówna, Roman Simovych, Kazimierz Soltysik, Stefania Ruebenbauerówna, Jadwiga Skwarcyńska, Eduard Steuermann, Marya Szeligowska, Taras Szuchiewicz, A. Tadlewski, Zofia Weberówna, Stefania Wepperówna, Marya Wichańska, Marya Witoszyńska, Zádor Dezső, italské pianistky M. Gennariová a B. Ducatiová, Marian Lipovšek a další.
Život jednoho z nejnadanějších Kurzových žáků Gideona Kleina (nar. 1919 v Přerově) byl násilně ukončen v lednu 1945 na pochodu smrti z koncentračního tábora Furstengrube.